# Glivânia Maria de Oliveira
Glivânia Maria de Oliveira (Monte Carmelo, Minas Gerais, 19 de janeiro de 1962) é uma diplomata brasileira. Foi embaixadora do Brasil junto à República do Panamá e, desde 2024, ela é embaixadora do Brasil na Venezuela.

## Biografia

### Vida pessoal
Nasceu na cidade de Monte Carmelo em Minas Gerais, filha de João Teófilo de Oliveira e Zilda Lara de Oliveira.

### Formação Acadêmica
Em 1984, graduou-se em Relações Internacionais pela Universidade de Brasília. Já no ano de 1992, concluiu seu mestrado em Teoria Política na London School of Economics and Political Science.

### Carreira Diplomática
Ingressou na carreira diplomática em 1986, no cargo de Terceira Secretária, após ter concluído o Curso de Preparação à Carreira de Diplomata do Instituto Rio Branco.
Foi inicialmente lotada na Divisão Especial de Pesquisas e Estudos Econômicos, onde trabalhou de 1987 a 1990. No ano de 1988, esteve em Bissau como encarregada de Negócios designada em missão transitória. Em 1991, foi promovida a segunda-secretária.
Entre 1993 e 1996, esteve lotada na Embaixada do Brasil em Varsóvia. Em seu retorno ao Brasil, foi lotada na Divisão de Desarmamento e Tecnologias Sensíveis do Itamaraty até 2000. Em 1999, havia sido promovida a primeira-secretária.
De 2000 a 2001, trabalhou como assistente na Divisão do Mar, da Antártida e do Espaço.
Em 2001, foi removida a Londres, para assumir a função de primeira-secretária na Embaixada do Brasil. Em 2003, foi promovida a conselheira.
Ao regressar a Brasília, em 2004, foi designada chefe da Divisão das Nações Unidas, função que ocupou até 2008, quando foi removida para a Embaixada do Brasil em Assunção, para exercer o cargo de ministra-conselheira. Em 2007, defendeu tese no Curso de Altos Estudos do Instituto Rio Branco, intitulada “A busca de maior democratização das instâncias decisórias internacionais: o G-4 e a elusiva convergência com a África no processo de reforma do CSNU”, um dos requisitos necessários para a ascensão funcional na carreira diplomática. Foi promovida a ministra de Segunda Classe no mesmo ano.
Em 2010, retornou ao Brasil para ocupar o cargo de chefe de Gabinete do secretário-geral das Relações Exteriores, exercendo a função até 2011.
De 2011 a 2013, chefiou o Departamento de Organismos Internacionais do Itamaraty e, de 2013 a 2014, voltou a chefiar o gabinete do secretário-geral. Sua promoção a ministra de primeira classe, mais elevado cargo da carreira diplomática brasileira, ocorreu em 2013.
Em 2015, foi designada cônsul do Brasil em Boston e, no ano de 2018, foi removida ao Panamá, onde chefiou a Embaixada do Brasil na cidade do Panamá até 2022.
Desde 2024, Glivânia é embaixadora do Brasil em Caracas, após a aprovação pelo Senado Federal de sua indicação pelo Governo Lula.

## Condecorações[1]
- Ordem do Mérito Aeronáutico, Brasil, Comendador (2012)
- Ordem do Mérito Naval, Brasil, Comendador (2013)
- Ordem do Mérito da Defesa, Brasil, Comendador (2013)
- Ordem de Rio Branco, Brasil, Grã-Cruz (2022)[5]